# Роузмарі
Роузмарі (англ. Rosemary) — село в Канаді, у провінції Альберта, у складі муніципального району Ньювелл.

## Населення
За даними перепису 2016 року, село нараховувало 396 осіб, показавши зростання на 15,8%, порівняно з 2011-м роком. Середня густина населення становила 665,7 осіб/км².
З офіційних мов обидвома одночасно володіли 5 жителів, тільки англійською — 390. Усього 75 осіб вважали рідною мовою не одну з офіційних.
Працездатне населення становило 165 осіб (61,1% усього населення), рівень безробіття — 6,1% (16,7% серед чоловіків та 0% серед жінок). 93,9% осіб були найманими працівниками, а 9,1% — самозайнятими.
Середній дохід на особу становив $50 938 (медіана $39 808), при цьому для чоловіків — $65 449, а для жінок $36 972 (медіани — $54 912 та $24 320 відповідно).
29,6% мешканців мали закінчену шкільну освіту, не мали закінченої шкільної освіти — 13%, 57,4% мали післяшкільну освіту, з яких 22,6% мали диплом бакалавра, або вищий.
| Статево-вікова структура населення | Статево-вікова структура населення | Статево-вікова структура населення | Статево-вікова структура населення | Статево-вікова структура населення |
| ---------------------------------- | ---------------------------------- | ---------------------------------- | ---------------------------------- | ---------------------------------- |
|                                    |                                    |                                    |                                    |                                    |
| Всього                             | Всього                             | 50,6%49,4%                         |                                    |                                    |
| 0 — 14 років                       | 0 — 14 років                       |                                    | 25,3%                              | 25,3%                              |
| 15 — 64 років                      | 15 — 64 років                      |                                    | 60,8%                              | 60,8%                              |
| 65 і більше                        | 65 і більше                        |                                    | 13,9%                              | 13,9%                              |
| Середній вік (років)               | Середній вік (років)               | 33,434,5                           | 33,9                               | 33,9                               |
| Медіана (років)                    | Медіана (років)                    | 30,032,2                           | 31,5                               | 31,5                               |
| — чоловіки — жінки                 |                                    |                                    |                                    |                                    |

| Походження мешканців:     | Походження мешканців:     | Походження мешканців: | Походження мешканців: | Походження мешканців: |
| ------------------------- | ------------------------- | --------------------- | --------------------- | --------------------- |
| Походження                |                           |                       | осіб                  | %                     |
| Корінні американці        | Корінні американці        |                       | 15                    | 4.23%                 |
| Інше північноамериканське | Інше північноамериканське |                       | 125                   | 35.21%                |
| Європейське               | Європейське               |                       | 300                   | 84.51%                |
| британське                | британське                |                       | 160                   | 45.07%                |
| французьке                | французьке                |                       | 40                    | 11.27%                |
| українське                | українське                |                       | 10                    | 2.82%                 |
| Латинськоамериканське     | Латинськоамериканське     |                       | 20                    | 5.63%                 |
| Азійське                  | Азійське                  |                       | 25                    | 7.04%                 |

| Зайнятість населення за галузями (за класифікацією NOC): | Зайнятість населення за галузями (за класифікацією NOC): | Зайнятість населення за галузями (за класифікацією NOC): | Зайнятість населення за галузями (за класифікацією NOC): | Зайнятість населення за галузями (за класифікацією NOC): |
| -------------------------------------------------------- | -------------------------------------------------------- | -------------------------------------------------------- | -------------------------------------------------------- | -------------------------------------------------------- |
|                                                          |                                                          |                                                          |                                                          |                                                          |
| Управління                                               | Управління                                               |                                                          | 14,7%                                                    | 14,7%                                                    |
| Бізнес, фінанси та адміністрування                       | Бізнес, фінанси та адміністрування                       |                                                          | 8,8%                                                     | 8,8%                                                     |
| Природничі та прикладні науки                            | Природничі та прикладні науки                            |                                                          | 5,9%                                                     | 5,9%                                                     |
| Охорона здоров'я                                         | Охорона здоров'я                                         |                                                          | 5,9%                                                     | 5,9%                                                     |
| Освіта, правозахист, муніципальні та урядові служби      | Освіта, правозахист, муніципальні та урядові служби      |                                                          | 8,8%                                                     | 8,8%                                                     |
| Роздрібна торгівля та послуги                            | Роздрібна торгівля та послуги                            |                                                          | 20,6%                                                    | 20,6%                                                    |
| Гуртова торгівля, транспорт та обладнання                | Гуртова торгівля, транспорт та обладнання                |                                                          | 23,5%                                                    | 23,5%                                                    |
| Природні ресурси, сільське господарство                  | Природні ресурси, сільське господарство                  |                                                          | 5,9%                                                     | 5,9%                                                     |
| Виробництво                                              | Виробництво                                              |                                                          | 5,9%                                                     | 5,9%                                                     |

## Клімат
Середня річна температура становить 4,4°C, середня максимальна – 23,9°C, а середня мінімальна – -18,4°C. Середня річна кількість опадів – 335 мм.
| Клімат поселення                              | Клімат поселення | Клімат поселення | Клімат поселення | Клімат поселення | Клімат поселення | Клімат поселення | Клімат поселення | Клімат поселення | Клімат поселення | Клімат поселення | Клімат поселення | Клімат поселення | Клімат поселення |
| Показник                                      | Січ.             | Лют.             | Бер.             | Квіт.            | Трав.            | Черв.            | Лип.             | Серп.            | Вер.             | Жовт.            | Лист.            | Груд.            |                  |
| Середній максимум, °C                         | −4,49            | −1,26            | 4,97             | 12,50            | 18,48            | 22,57            | 23,93            | 23,46            | 18,06            | 12,00            | 2,71             | −3,3             |                  |
| Середня температура, °C                       | −11,42           | −8,2             | −1,98            | 5,57             | 11,52            | 15,63            | 18,01            | 17,53            | 12,15            | 6,08             | −3,2             | −9,21            |                  |
| Середній мінімум, °C                          | −18,38           | −15,14           | −8,92            | −1,38            | 4,58             | 8,69             | 12,10            | 11,62            | 6,24             | 0,16             | −9,11            | −15,12           |                  |
| Норма опадів, мм                              | 15               | 11               | 17               | 25               | 41               | 65               | 42               | 38               | 37               | 15               | 14               | 15               |                  |
| Середньомісячна швидкість вітру, м/с          | 4.40             | 4.11             | 4.50             | 4.57             | 4.40             | 4.00             | 3.60             | 3.60             | 3.90             | 4.40             | 4.60             | 4.40             |                  |
| Середньомісячна сонячна радіація, кДж/м²·день | 4285             | 7795             | 12954            | 17529            | 21026            | 22450            | 23481            | 20001            | 14015            | 8534             | 4594             | 3315             |                  |
| --------------------------------------------- | ---------------- | ---------------- | ---------------- | ---------------- | ---------------- | ---------------- | ---------------- | ---------------- | ---------------- | ---------------- | ---------------- | ---------------- | ---------------- |
| Джерело:                                      |                  |                  |                  |                  |                  |                  |                  |                  |                  |                  |                  |                  |                  |